# Día de los Pueblos de Asturias
El Día de los Pueblos de Asturias se celebra el último domingo del mes de agosto en Navelgas, Tineo, Asturias.
La fiesta tiene como principal objetivo el hermanamiento de los diferentes pueblos de Asturias. El pueblo de Navelgas se llena de grupos folclóricos, bandas de gaitas, etc.
- Datos: Q5815817